# Marian Rudnyk
Marian Rudnyk, är en amerikansk-ungersk astronom.
Han var verksam vid Jet Propulsion Laboratory.
Minor Planet Center listar honom som M. Rudnyk och som upptäckare av 3 asteroider.

## Asteroider upptäckta av Marian Rudnyk
| 4601 Ludkewycz   | 3 juni 1986    |
| (26090) 1986 PU1 | 1 augusti 1986 |
| (58145) 1986 PT1 | 1 augusti 1986 |